# برات آند ويتني آر-2800 دوبل واسب
برات آند ويتني آر-2800 دوبل واسب هو محرك طائرة شعاعي، مكون من 18 أسطوانة في صفين ويُبرد بالهواء. تبلغ سعته 2800 بوصة مكعبة (46 لتر)، وهو أحد محركات برات آند ويتني فئة واسب.
اعتُبر أر-2800 أحد أهم المحركات الشعاعية التي صُممت، وجذب الأنظار نتيجة انتشار استخدامه على نطاق واسع في العديد من الطائرات الأمريكية أثناء وبعد الحرب العالمية الثانية.
انكبت برات آند ويتني على تطوير أفكار جديدة خلال سنوات الحرب لتطوير هذا المحرك، فاستخدمت حَقن المياه أثناء إقلاع طائرة الشحن والركاب، ووحدة طاقة احتياطية في المقاتلات.

## التصميم والتطوير
عمل المحرك لأول مرة في عام 1937، وكان أول محرك شعاعي أمريكي مكون من 18أسطوانة. كان محرك دوبل واسب أكثر قدرة من محرك جنوم رونيه 18 إل الذي كان المحرك الآخر الوحيد الحديث في العالم المكون من 18 أسطوانة، وكانت سعته 3442 بوصة مكعبة (56.4 لتر) (كان المحرك الأمريكي الشعاعي رايت دوبلكس سيكلون قيد التصنيع في ذلك الوقت، وكانت سعته 3347 بوصة مكعبة (54.86 لتر)، ووُعد بأن يكون أكثر قدرة من محركات برات آند ويتني أو جنوم رونيه الشعاعية).
كان محرك دوبل واسب أقل سعة من المحركات الشعاعية الأخرى المكونة من 18 أسطوانة، وكان طرد الحرارة مشكلة كبيرة يُعاني منها، وللتغلب على ذلك وللحصول على تبريد أفضل، استُخدمت زعانف تبريد أقل سماكة ومتقاربة بشكل أكبر، صُنعت من المعدن الصلب المشكل من رؤوس الأسطوانات، بدلاً من الزعانف التقليدية السابقة.
قُطعت الزعانف كلها في نفس الوقت بواسطة مجموعة من الماكينات القاطعة، ووُضعت في شقوق حول محيط رؤوس زعانف تبريد (تُستخدم الزعانف لزيادة مساحة سطح انتقال الحرارة وبالتالي الحصول على تبريد أفضل).
وُضعت الموزعات المزدوجة على السطح العلوي لغلاف ترس التخفيض الأمامي لمحرك دوبل واسب، وبشكل مرئي داخل غطاء المحرك، مع خروج وصلات الأسلاك من الموزعات لشمعة الاشعال إما بشكل مباشر من أمام أغلفة الموزعات أو من خلفها بشكل غير مباشر، أو كما هو الحال في محركات  الفئة سي والفئة أر-2800 حيث تكون أغلفة ترس التخفيض المكونة من جزئين موضوعة على الجوانب الحارجية لأغلفة الموزع.

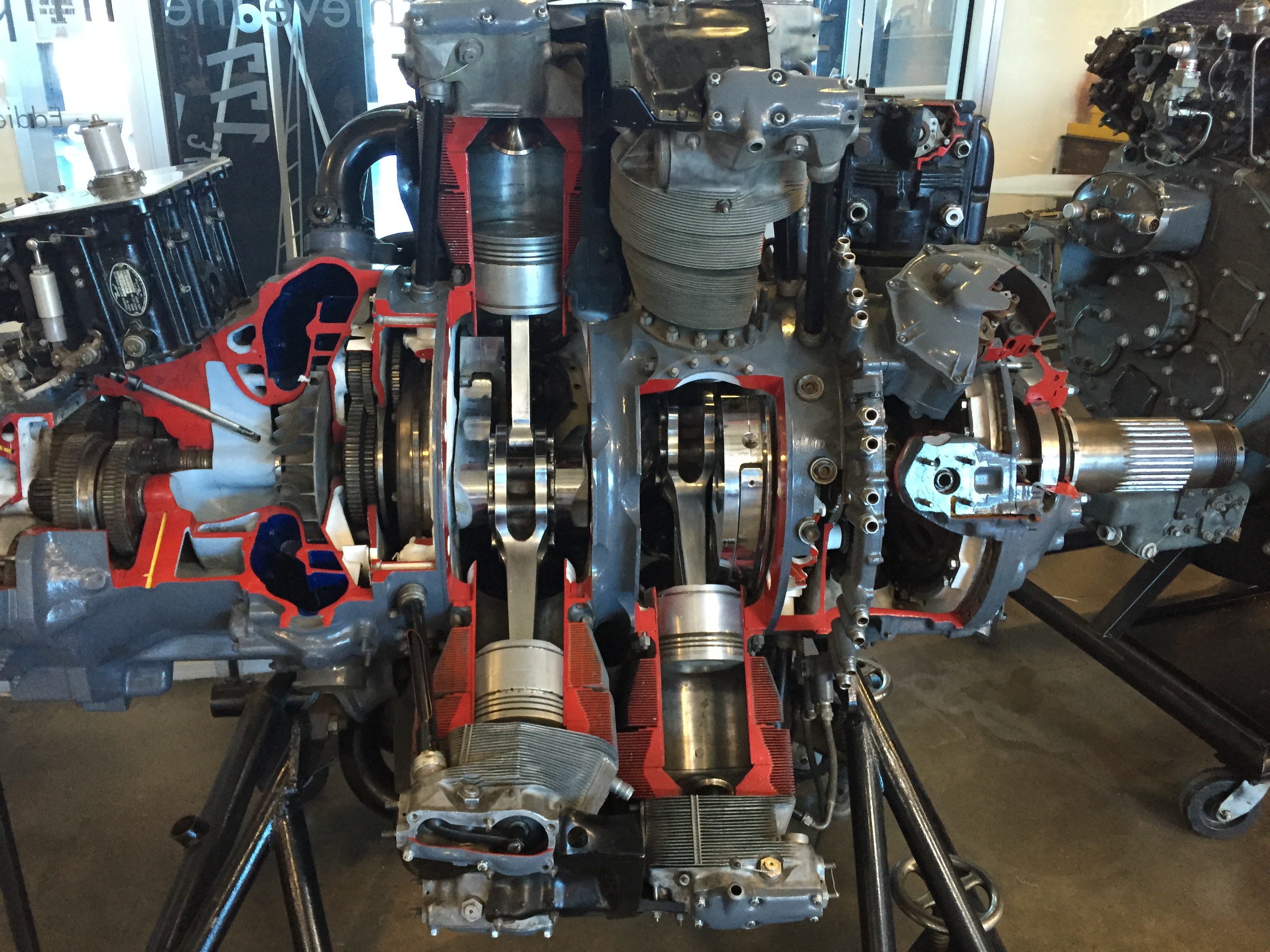
مقطع عرضي لمحرك برات آند ويتني آر 2800 دوبل واسب.

كانت قدرة محرك أر-2800 تبلغ 2000 حصاناً (1500 كيلو وات)، عندما كُشف عنه في عام 1939، وكانت كثافة القدرة تساوي 0.71 حصان/بوصة مكعبة (32.6 كيلو وات/لتر).
أصبح تصميم المحركات الشعاعية التقليدية المبردة بالهواء تصميماً علمياً ومنهجياً، لدرجة أن محرك دوبل واسب أٌنتج بمقدار زيادة في القدرة أقل مما كان في المحركات السابقة.
ازدادت قدرة الطرازات المنتجة، بالرغم من ذلك، إلى 2100 حصان (1600 كيلو وات) و2400 حصان (1800 كيلو وات) في نهاية الحرب.

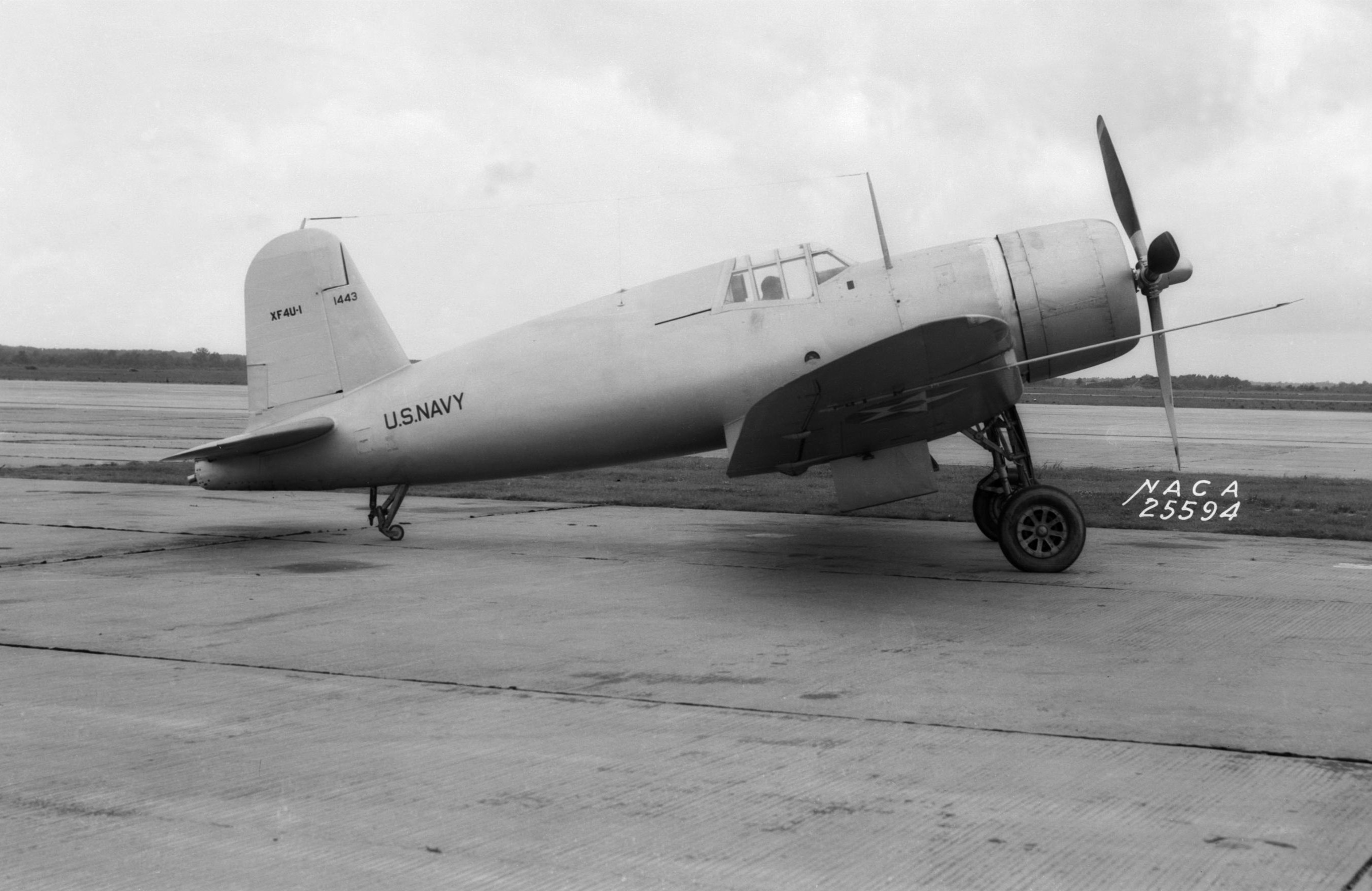
أول نموذج من طائرة إف 4 يو كورسير، وهي أول طائرة صُممت خصيصاً لاستخدام محرك دوبل واسب.

شغل محرك أر-2800 العديد من المقاتلات وقاذفات القنابل متوسطة الحجم خلال الحرب العالمية الثانية، ومن هذه الطائرات طائرة البحرية الأمريكية فوغت إف 4 يو كورسير، وكان طرازها إكس إف 4 يو أول طائرة تحلق بمحرك دوبل واسب في 29 مايو عام 1940، وأول مقاتلة أمريكية أحادية المحرك تتجاوز سرعة 640 كم/ساعة في مستوى الطيران خلال أكتوبر 1940.
شغل محرك أر-2800 الطائرات المنافسة فوغت إف 4 يو كورسير أيضاً، مثل جرومان إف 6 هيلكات وطائرة القوات الجوية الأمريكية ريبابليك بي-47 ثندربولت، وطائرة مارتن بي-26 ماراودر ثنائية المحرك ودوجلاس ايه-26 إنفادر وطائرة نورثروبب بي-61 بلاك ويدو.
تطورت تصاميم المحركات بشكل سريع عندما دخلت الولايات المتحدة الحرب في ديسمبر عام 1941، واستخدمت المحركات الراسخة مثل سلسلة محركات رايت سيكلون ودوبل واسب وقود ذو رقم أوكتان أعلى للحصول على مزيد من القدرة.
بلغت قدرة طرازات محرك أر-2800 التي شغلت الطرازات النهائية من بي-47 وطائرات أخرى، 2800 حصاناًً (2100 كيلو وات) باستخدام وقود ذو رقم أوكتان 115 مع استخدام حقن المياه، وذلك بحلول عام 1944.
استُخدم المحرك بعد الحرب العالمية الثانية في الحرب الكورية، كما استخدمت بلاد أخرى الطائرات المشغلة بمحرك دوبل واسب المتبقية من الحرب العالمية، وتقاعدت بعض هذه الطائرات في نهاية الستينات من القرن العشرين.

### وقت السلم
ازدادت قدرة المحركات مع تطويرها، واستُخدمت أكثر المحركات قدرة في طائرات الخط الأمامي في الحرب، وكان عُمر هذه الطائرات لا يتجاوز 50 ساعة طيران خلال شهر واحد فقط أو شهرين، ومع ذلك، كانت الحاجة في وقت السلم إلى طائرات عملية لمدة كبيرة تصل إلى عشرات السنين، وأدت فعالية محركات أر-2800 إلى استخدامها في طائرات الدورية طويلة المدى، وفي طائرات النقل دوجلاس دي سي-6 ومارتن 4-0-4 وكونفير 240. كان النوعان الأخيران من الطائرات ثنائيات المحرك وبحجم طائرات الركاب ولهما حمل جناح مرتفع مقارنة بطائرة دوجلاس دي سي-4 وأول طراز من لوكهيد كونستيليشن.
اليوم وبعد مرور حوالي 75 عاماً على استخدام أول نموذج لمحرك دوبل واسب، مازال يُستخدم في الطائرة المرممة المسماة طائر الحرب، التي تشارك في العروض الجوية، واستُخدم أيضاً في قاذفة القنابل كونادير سي إل-215.
استمرت محركات أر-2800 بتشغيل طائرة دي سي-6 في ألاسكا. أُنتج 125344 محرك أر-2800 بين عام 1939 و1960.

## الطرازات
تُمثل القائمة التالية وصفاً لطرازات محرك أر-2800، والتغييرات الميكانيكية التي طرأت عليها خلال مراحل التطوير المختلفة.
تمثل قيمة القدرة المذكورة أقصى قدرة استطاع أن ينتجها المحرك عند الإقلاع في الطائرات العسكرية وعند الارتفاعات المذكورة، كما كان رقم أوكتان الوقود المستخدم 100 ما لم يُذكر خلاف ذلك.
أُنتجت وعُدلت محركات أر-2800 بفئتين هما الفئة «ايه» والفئة «إي»، واشتمل كلاهما على تعديلات وتحسينات داخلية وخارجية، فكانت الفئة «إي» تحتوي على أجزاء قليلة جداً مقارنة بالفئة «ايه».
ملاحظة: تشير الحروف اللاحقة مثل اس14 ايه-جي أن المحركات أُنتجت للتصدير إلى دول أخرى.

### الطرازات العسكرية

#### الفئة «ايه»
- أر-2800-1: أنتج قدرة 1500 حصاناً (1118 كيلو وات) عند 2800 دورة/دقيقة عند ارتفاع 7500 قدم (2286 متر). أجرى أول نموذج منتج من محركات الفئة «ايه» اختبار الطيران الأول في 29 يوليو 1939،[9] وكان مزود بشاحن توربيني فائق أحادي السرعة ثنائي المرحلة، أُنتج منها محركان بواسطة برات آند ويتني، وتم اختبارهما في طائرة فولتي واي ايه-19 بي.[10]
- أر-2800-5: أنتج قدرة 1850 حصاناً (1379 كيلو وات) عند 2600 دورة/دقيقة عند ارتفاع 2700 قدم (823 متر).

يعتبر المحرك الذي أُنتج بشكل أساسي من الفئة «ايه»، واستُخدم في طائرة مارتن بي-26 ايه والطراز بي وإكس بي-26 دي منها، بالإضافة إلى طائرة كورتيس سي-55\إكس سي-46. أُنتج منه 1429 محركاً، أنتجت منهم برات آند ويتني 475 محركاً، بينما أنتجت فورد 954 محركاً.

#### الفئة «بي»

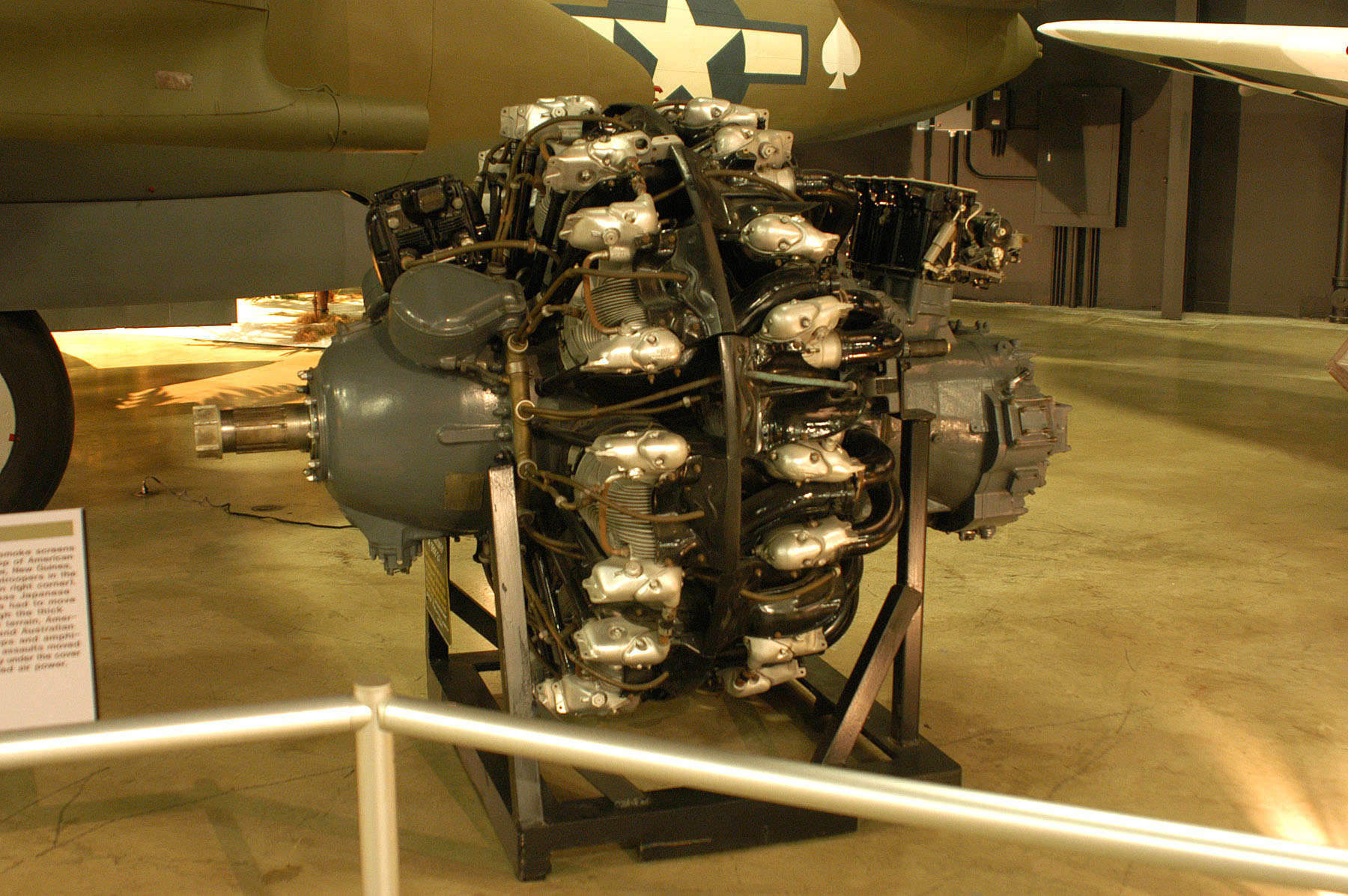
محرك أر-2800-21 أو-59 من الفئة "بي" محفوظ. تُميز محركات الفئة ايه والفئة بي بسلاستها وأغلفتها الأحادية على شكل أنف تقريباً.

- أر-2800-8: بلغت قدرته 2000 حصاناً (1491 كيلو وات) عند 2700 دورة/دقيقة عند ارتفاع 1000 قدم (305 متر)، و1800 حصاناً (1342 كيلو وات) عند 2700 دورة/دقيقة عند ارتفاع 15500 قدم (4724 متر).

يعتبر المحرك من أوائل المحركات المنتجة ضمن الفئة بي، التي استخدمت شاحن توربيني فائق ثنائي السرعة ومكون من مرحلتين، بالإضافة إلى تغييرات هندسية داخلية أدت إلى زيادة القدرة والاعتمادية. استخدم المحرك أيضاً مكربن حاقن طراز بيندكس سترومبرج بي تي-13 دي-4.
سُلمت الدفعة الأولى المنتجة من المحركات إلى البحرية الأمريكية في 11 نوفمبر 1941، واستُخدمت في طرازات طائرة فوغت إف 4 يو كورسير.
بلغ إجمالي الإنتاج 3903 محركاً، أنتجت برات آند ويتني 2194 محركاً منهم، بينما أنتجت ناش 1709 محركاً منهم.
- أر-2800-8 دبليو: بلغت قدرة طوارئ الحرب (مصطلح استُخدم في محركات الطائرات الأمريكية في الحرب العالمية الثانية، للإشارة إلى قدرة المحرك في حالة الطوارئ، حيث يقوم المحرك بإنتاج قدرة قد تزيد بمقدار 100% عن قدرته الأساسية، وذلك لفترة زمنية محدودة تصل إلى 5 دقائق) للمحرك 2250 حصاناً (1677  كيلو وات) واستخدم حقن المياه.

يُعتبر أول محرك أُنتج مزوداً بمعدات الحقن المضاد للتفجير، كما يعتبر الإنتاج الأساسي للطراز -8، واستُخدم في نفس الطرازات من طائرة فوغت إف 4 يو كورسير.
بلغ إجمالي الإنتاج 8668 محركاً، أنتجت برات آند ويتني 5574 محركاً منهم، بينما أنتجت ناش 3094 محركاً منهم.
- أر-2800-10 و أر-2800-10 دبليو: بلغت قدرته 2000 حصاناً (1491 كيلو وات) عند 2700 دورة/دقيقة عند ارتفاع 1000 قدم (305 متر)، و1800 حصاناً (1342 كيلو وات) عند 2700 دورة/دقيقة عند ارتفاع 15500 قدم (4724 متر)، وتصل قدرته إلى 2250 حصان (1677 كيلو وات) باستخدام حقن المياه في حالة طوارئ الحرب.

يعتبر المحرك مشابهاً للفئة -8 غير أنه استخدم مكربن التيار الهابط بي تي-13 جي2-10 وبي-13جي 6-10 (-10 دبليو). استُخدم في طائرات كيرتس بي-60 وجرومان إف 6 إف-3 وإف 6 إف-5، وطرازات نرثروب إف-61 وواي-بي61 وبي-61 ايه-1.
بلغ إجمالي الإنتاج 17561 محركاً، 4621 محركاً من الفئة -10 (أنتجت برات آند ويتني 2931 محركاً منهم، بينما أنتجت ناش 1690 محركاً منهم)، و12940 محركاً من الفئة -10 دبليو (أنتجت برات آند ويتني 3040 محركاً منهم، بينما أنتجت ناش 9900 محركاً منهم).
- أر-2800-21: بلغت قدرته 2000 حصاناً (1491 كيلو وات) عند 2700 دورة/دقيقة عند ارتفاع 2500 قدم (762 متر)، و2000 حصاناً (1491 كيلو وات) عند 2700 دورة/دقيقة عند ارتفاع 25000 قدم (7620 متر).

زُودت الدفعة الأولى المنتجة من المحركات بشاحن توربيني طراز جينرال إليكتريك سي-1. استُخدم المحرك في طرازات طائرة ريبابليك بي-477 ثندربولت.
بلغ إجمالي الإنتاج 5720 محرك (أنتجت برات آند ويتني 1049 محركاً منهم، بينما أنتجت فورد 4671 محركاً).
- أر-2800-59: بلغت قدرته 2000 حصاناً (1491 كيلو وات) عند 2700 دورة/دقيقة عند ارتفاع 2500 قدم (762 متر)، و2000 حصاناً (1491 كيلو وات) عند 2500 دورة/دقيقة عند ارتفاع 25000 قدم (7620 متر)، و2300 حصان (1700 كيلو وات) باستخدام حقن المياه في حالات الطوارئ في الحرب.

استُخدم الطراز الأساسي المنتج في طرازات طائرة بي-47، وزُود بشاحن توربيني مطور طراز سي-23. اختلف هذا المحرك عن الطراز -21 المزود بأجهزة الحقن المضاد للتفجير ونظام اشعال طراز جينرال إليكتريك مع نظام اشعال أنبوبي مبسط مطور بواسطة شركة سينيتيلا بالشراكة مع بيندكس. استُخدم في طائرة بي-47 سي ودي وإكس بي-47 إل.
بلغ إجمالي الإنتاج 11391 محرك (أنتجت برات آند ويتني 592 محركاً منهم، بينما أنتجت فورد 10799 محركاً).

#### الفئة «سي»

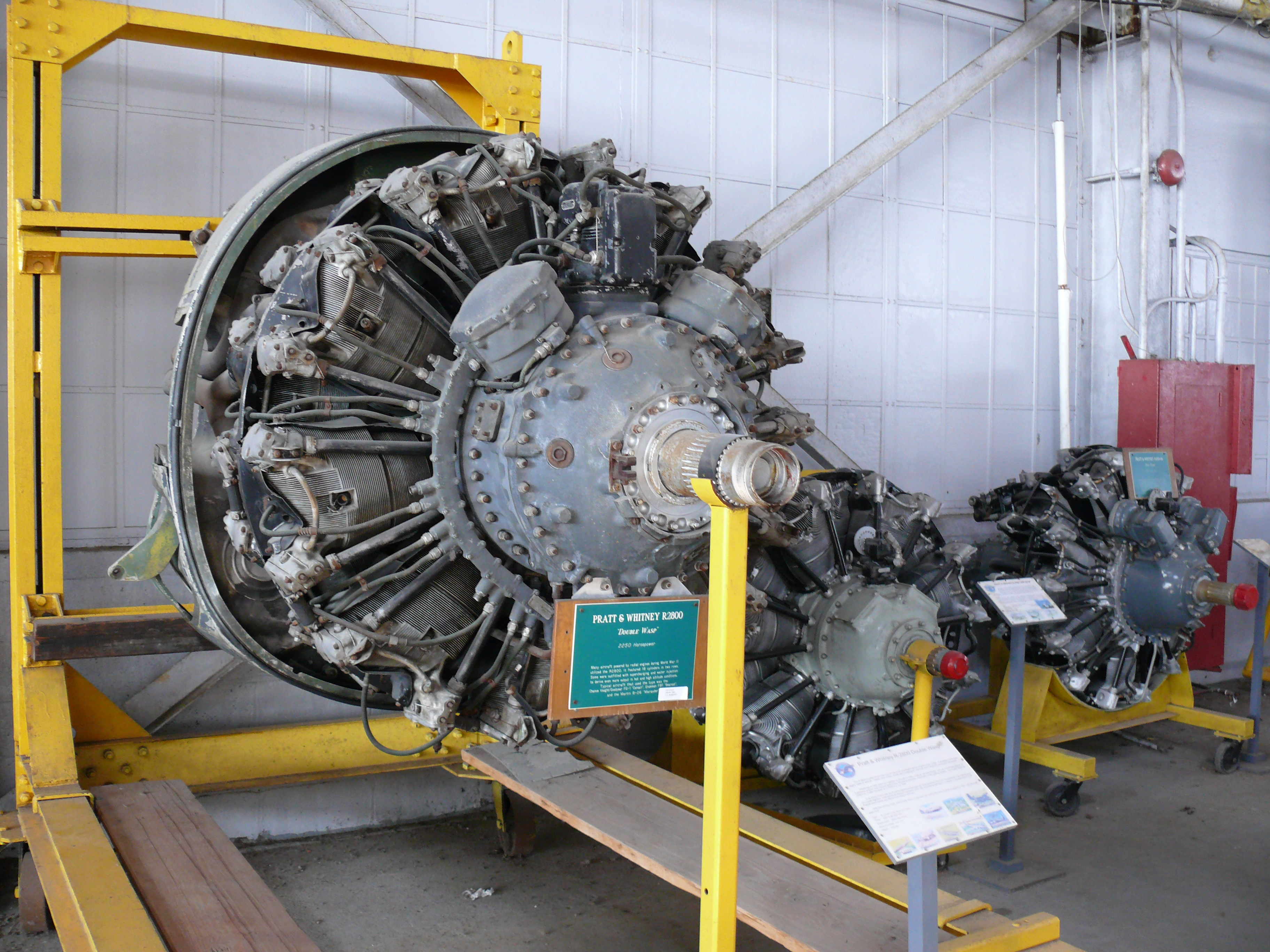
محرك أر-2800 الفئة "سي"، له غطاء أنفي الشكل مكون من جزئين، ومزود بديناموميتر لقياس العزم بالإضافة إلى وحدة اشعال متطورة.

- أر-2800-18 دبليو: بلغت قدرته 2100حصاناً (1566 كيلو وات) عند 2800 دورة/دقيقة عند ارتفاع 1000 قدم (305 متر)، و1800 حصاناً (1342 كيلو وات) عند 2800 دورة/دقيقة عند ارتفاع 25000 قدم (7772 متر).[17]

يُعتبر هذا المحرك أول طراز منتج من الفئة «سي» بإعادة تصميم أر-2800 بالكامل. استُخدم التشكيل لصناعة بعض الأجزاء الداخلية الأساسية مثل الأسطوانات بدلاً من السبك، مما سمح بزيادة نسبة الانضغاط (من 1:6.65 إلى 1:6.75)، كما استُخدم عمود مرفق معاد تصميمه كقطعة واحدة بدلاً من العمود المجزأ والمجمع، بالإضافة إلى غطاء مكون من جزئين.
جُهز المحرك بديناموميتر لقياس العزم ووحدة إليه لتنظيم وقت الإشعال استخدم الشاحن التوربيني الفائق تقارن مائعي للمرحلة الثانية، واستُخدم مكربن تيار منخفض طراز بيندكس سترومبرج بي تي-13 جي 2-10.
استُخدم المحرك في طائرة فوغت إف 4 يو كورسير. أنتجت شركة برات آند ويتني 3257 محركاً.
- أر-2800-22 دبليو: أنتج قدرة 2400 حصان (1789 كيلو وات).
- أر-288-25: أنتج قدرة 2000 حصان (1490 كيلو وات)، واستُخدم في طائرة نورثروب إف-61.
- أر-2800-27: أنتج قدرة 2000 حصان (1491 كيلو وات).
- أر-2800-30 دبليو (الفئة أي): أنتج قدرة 2250 حصان (1677 كيلو وات).
- أر-2800-31: أنتج قدرة 2000 حصان (1491 كيلو وات).
- أر-2800-32 دبليو: أنتج قدرة 2000 حصان (1491 كيلو وات).
- أر-2800-34: أنتج قدرة 2100 حصان (1567 كيلو وات).
- أر-2800-34 دبليو: أنتج قدرة 2100 حصان (1567 كيلو وات)، و2400 حصان (1789 كيلو وات) واستخدم حقن خليط الماء والميثانول.
- أر-2800-39: أنتج قدرة 2000 حصان (1491 كيلو وات).
- أر-2800-41: أنتج قدرة 2000 حصان (1491 كيلو وات).
- أر-2800-43: أنتج قدرة 2000 حصان (1491 كيلو وات).
- أر-2800-44: أنتج قدرة 2000 حصان (1491 كيلو وات).
- أر-2800-48 دبليو: أنتج قدرة 2400 حصان (1789 كيلو وات).
- أر-2800-51: أنتج قدرة 2000 حصان (1491 كيلو وات).
- أر-2800-54: أنتج قدرة 2100 حصان (1567 كيلو وات).
- أر-2800-57: أنتج قدرة 2800 حصان (2090  كيلو وات).
- أر-2800-57 سي: قدرة قدرة 2800 حصان (2090 كيلو وات).
- أر-2800-59 دبليو: أنتج قدرة 2500 حصان (1890 كيلو وات).
- أر-2800-65: أنتج قدرة 2000 حصان (1491 كيلو وات).
- أر-2800-65 دبليو: أنتج قدرة 2250 حصان (1677 كيلو وات)
- أر-2800-71: أنتج قدرة 2000 حصان (1491 كيلو وات).
- أر-2800-73: أنتج قدرة 2800 حصان (2090 كيلو وات). جُهز بشاحن توربيني طراز جينرال إليكتريك سي إتش-5، واستُخدم في طائرة بي-61 سي.
- أر-2800-75: أنتج قدرة 2200 حصان (1640 كيلو وات).
- أر-2800-77: أنتج قدرة 2800 حصان (2090 كيلو وات).
- أر-2800-79: أنتج قدرة 2000 حصان (1491كيلو وات).
- أر-2800-83: أنتج قدرة 2100 حصان (1567 كيلو وات).
- أر-2800-83 ايه إم: أنتج قدرة 2100 حصان (1567 كيلو وات).
- أر-2800-99 دبليو: أنتج قدرة 2300 حصان (1700 كيلو وات).
- أر-2800-103 دبليو: أنتج قدرة 2500 حصان (1890 كيلو وات).
- أر-2800-2 اس بي-جي: أنتج قدرة 1850 حصان (1379 كيلو وات).
- أر-2800-سي بي 16: أنتج قدرة 2400 حصان (1789 كيلو وات)، و2500 حصان (1890 كيلو وات).
- أر-2800-سي بي 17: أنتج قدرة 2500 حصان (1890 كيلو وات).
- أر-2800-اس 1 ايه 4-جي: أنتج قدرة 1850 حصان (1379 كيلو وات).
- أر-2800-اس 1 سي 3-جي: أنتج قدرة 2100 حصان (1567 كيلو وات).

## التطبيقات

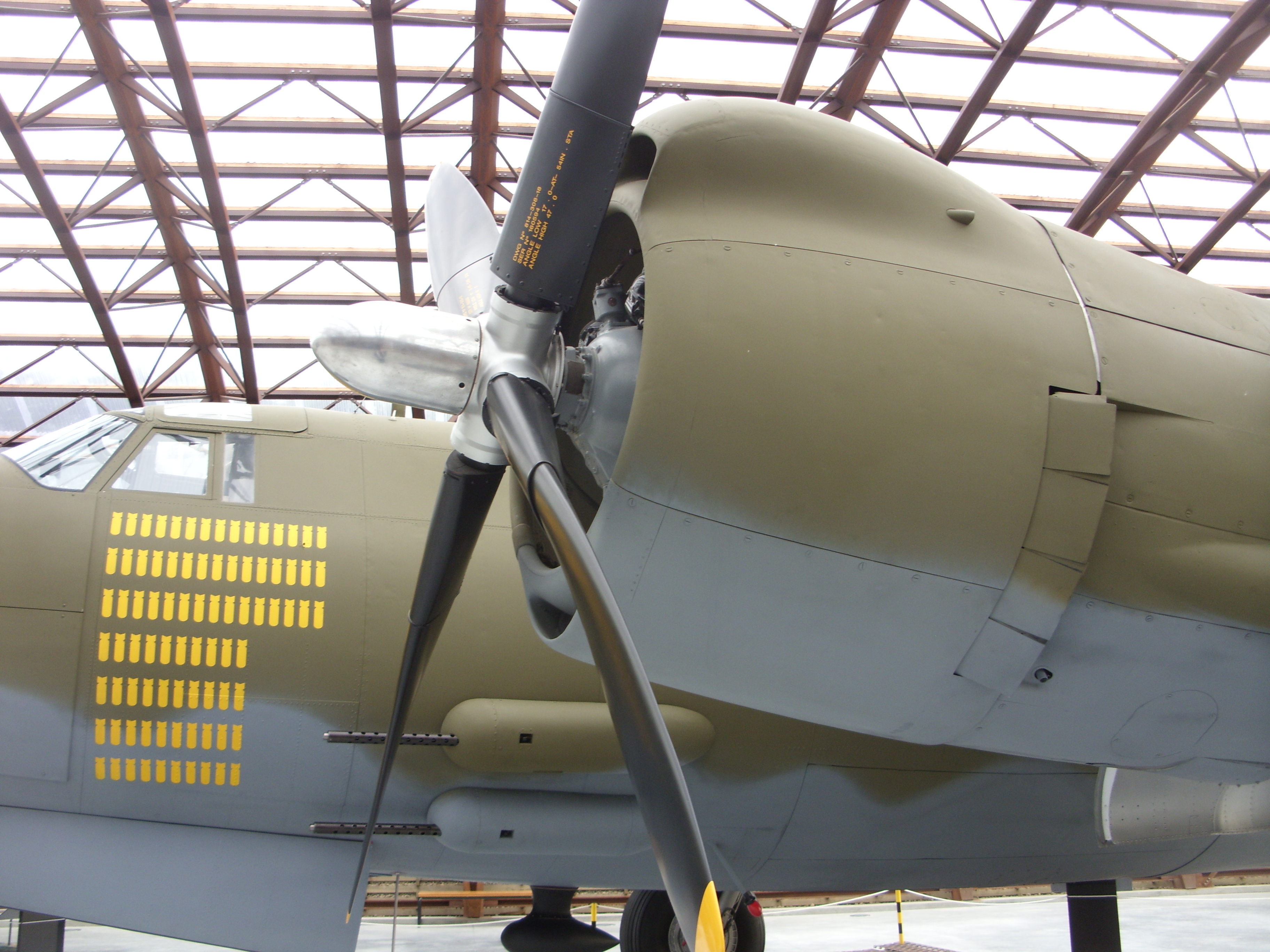
مارتن بي-26 ماراودر.

استُخدم محرك أر-2800 في الطائرات التالية:
- Brewster XA-32
- بريغيه دوكس بونتس
- كنداير سي إل-215
- Canadair C-5 North Star
- Consolidated TBY Sea Wolf
- كونفير سي في -240
- Curtiss P-60
- Curtiss XF15C
- كيرتس سي-46 كوماندو
- دوغلاس إيه-26 انفادر
- دوغلاس دي سي-6
- Fairchild C-82 Packet
- سي-123 بروفايدر
- Grumman AF Guardian
- إف 6 إف هيلكات
- Grumman F7F Tigercat
- إف 8 إف بيركات
- Howard 500
- لوكهيد فينتورا
- لوكهيد سي-69 كونستيلايشن
- مارتن بي-26 ماراودر
- مارتن 2-0-2
- مارتن 4-0-4
- نورث أمريكان إيه جيه سافيج
- North American XB-28
- نورثروب إكس بي-56 بلاك بولت
- نورثروب بي-61 بلاك ويدو
- مراسلة نورثروب إف-15
- ريببلك بيه-47 الصاعقة
- Sikorsky CH-37 Mojave
- Sikorsky S-60
- فيكرز وارويك
- فوغت إف 4 يو كورسير
- Vultee YA-19B

## محركات معروضة
- يُعرض محرك أر-2800-39 في متحف إنجلترا الجوي الجديد في مطار برادلي الدولي في ويندسور لوكس كونتيكت.[21]
- استُخدم محرك أر-2800 في طائرة كونفير ميتروبوليتان التابعة لشركة فين إير، وتُعرض الطائرة في مطار هيلسنكي.

يُعرض محرك أر-2800 دوبل واسب في قاعة استكشاف الفضاء في متحف فلوريدا الجوي.

## المواصفات (أر-2800-54)

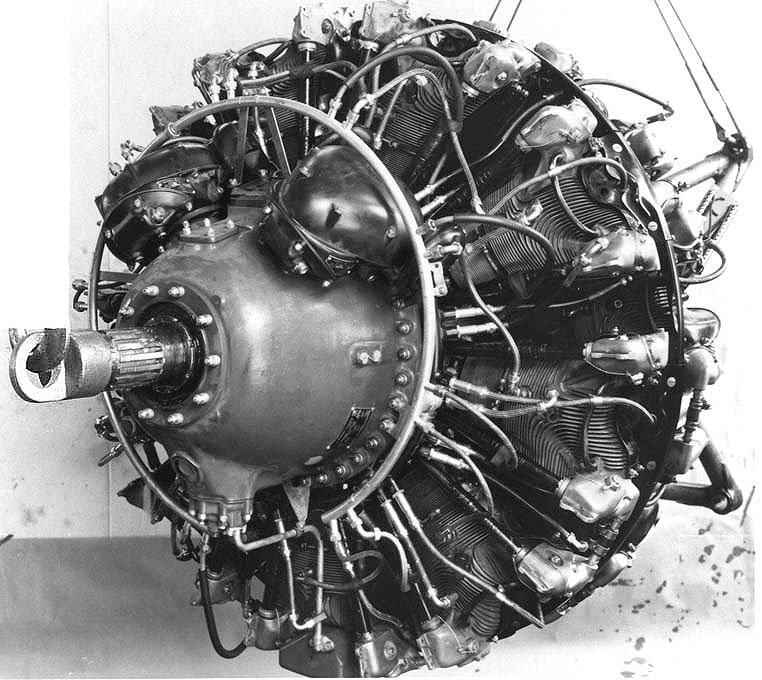
محرك برات آند ويتني آر-2800

### مواصفات عامة
- النوع: محرك طائرة شعاعي مكون من 18 أسطوانات في صفين، ويُبرد بالهواء ويستخدم حَقن المياه.

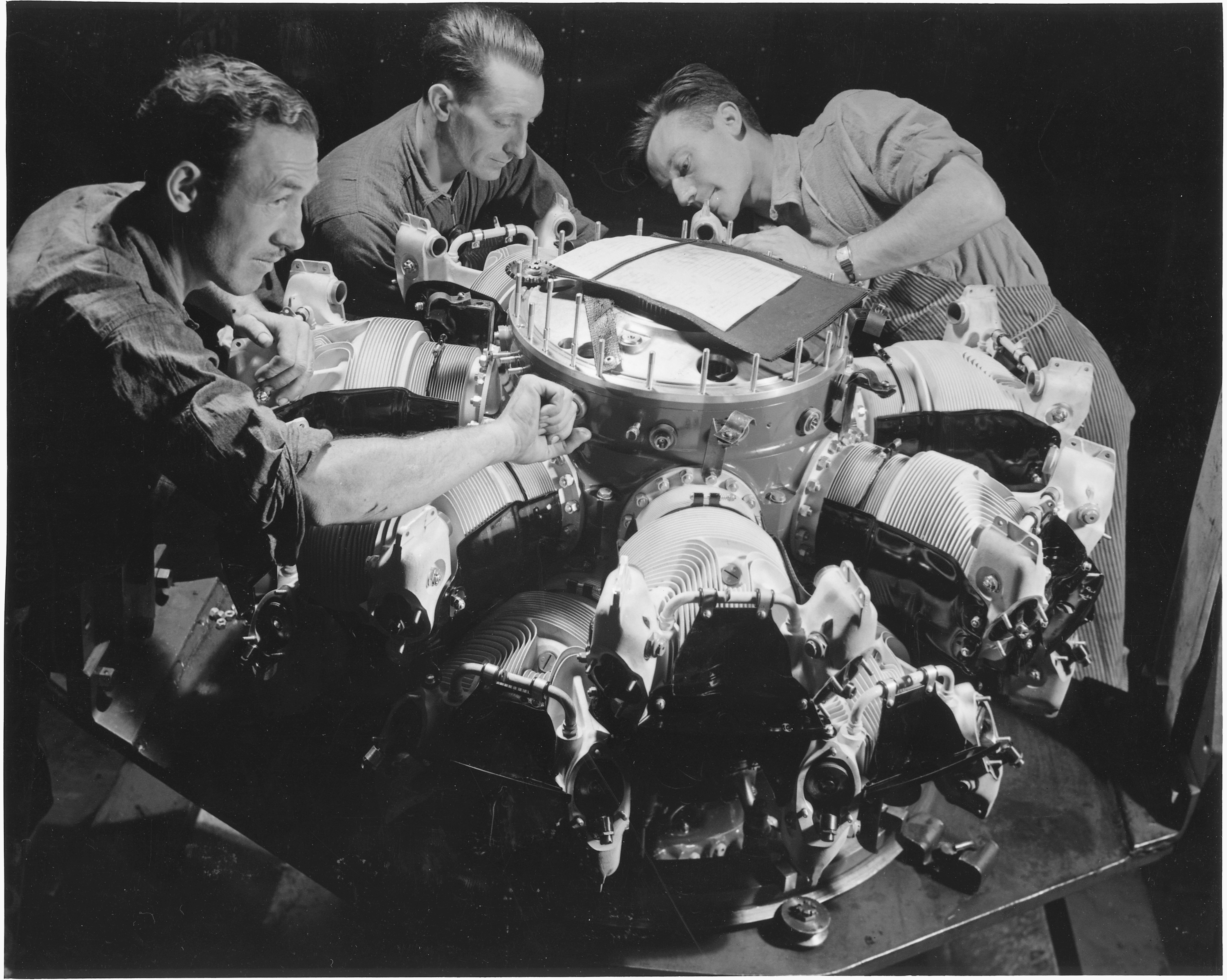
مجموعة من العمال يقومون بتجميع أسطوانات أحد الطرازات الأولى من محرك أر-2800. كان هذا حصة تدريبية على الأرجح أو اختبار لتجميع المحرك في مرحلة ما قبل الإنتاج.

- قطر الأسطوانة: 146.05 مم.
- الشوط: 152.4 مم.
- سعة المحرك: 45.96 لتر.
- الطول: 206.8 سم.
- القطر: 134.2 سم.
- الوزن الصافي: 1073 كجم.

### المكونات
- سلسة صمامات: 2 صمام قفازي لكل أسطوانة.
- شاحن توربيني فائق: شاحن توربيني فائق طارد مركزي أحادي السرعة أحادي المرحلة.
- نظام الوقود: مكربن حاقن طراز سترومبرج.
- نوع الوقود: بنزين رقم أوكتان 130/100.
- نظام التبريد: تبريد بالهواء.

### الأداء
- القدرة الناتجة: 2100 حصان (1567 كيلو وات) عند 2700 دورة/دقيقة.
- كثافة القدرة: 0.75 حصان/بوصة مكعبة (34.1 كيلو وات/لتر).
- نسبة القدرة إلى الوزن: 0.89 حصان/باوند (1.46 كيلو وات/كجم).

## مزيد من القراءة
- Bodie, Warren M. Republic's P-47 Thunderbolt: From Seversky to Victory. Hayesville, NC: Widewing Publications, 1994. ISBN 0-9629359-1-3
- Gunston, Bill. World Encyclopedia of Aero Engines. Cambridge, England. Patrick Stephens Limited, 1989. ISBN 1-85260-163-9
- Bridgman, Leonard, ed. Jane's All The World's Aircraft 1951–1952. London: Samson Low, Marston & Company, Ltd 1951.
- White, Graham. R-2800: Pratt & Whitney's Dependable Masterpiece. Shrewsbury, UK: Airlife Publishing Ltd., 2001. ISBN 1-84037-335-0

## روابط خارجية
- معلومات عن محرك أر-2800 على موقع برات آند ويتني

معلومات عن محرك أر-2800 على موقع متحف الطيران التاريخي